# 迈克尔·特纳 (物理学家)
迈克尔·S·特纳（英語：Michael S. Turner，1949年7月29日—），美国理论宇宙学家，1998年提出了暗能量（dark energy）这一术语。

## 生平
迈克尔·特纳1971年获得加州理工学院物理学专业理学士学位。1978年，获得斯坦福大学物理学博士学位。